# Déri Ottó
Déri Ottó (Bécs, 1911. október 5. – New York, USA, 1969. április 18.) gordonkaművész, jogász.

## Élete
Déri (Deutsch) Ignác (1875–1964) gőzmalmi hivatalnok és Popper Irma (1888–1957) fia. 1929 és 1933 között a budapesti Liszt Ferenc Zeneművészeti Főiskolán Kerpely Jenő növendéke volt. 1935-ben a budapesti tudományegyetemen jogi doktorátust szerzett. 1938-ig a Budapesti Hangversenyzenekarban játszott. Az Anschlusst követően Párizsba emigrált, ahol az École Normale-on Maurice Eisenberg csellóművésznél tanult tovább. 1939-től az Amerikai Egyesült Államokban élt. Több szimfonikus zenekarban játszott, majd 1945 és 1948 között a Léner-vonósnégyesben, 1951 és 1961 között a New York Trióban, 1962-től haláláig a City College vonósnégyesében. Mint szólista, több alkalommal játszott a budapesti és az amerikai rádióban. Az 1940-es évek végén a Columbia Egyetemen zenei bölcsészeti doktorátust szerzett. A New York City College-ben zeneelméletet, zenetörténetet és kamarazenét tanított. Kezdő gordonkások számára két antológiát adott ki, tankönyvét Deems Taylor-díjjal jutalmazták és számos nyugati egyetemen használják segédkönyvként.

## Magánélete
Felesége Kőrösy Zsuzsa (1915–1983) pszichoanalitikus volt, Kőrösy Kornél orvos és Holitscher Blanka lánya, akivel 1936. június 27-én Budapesten, a Terézvárosban kötött házasságot. Apai nagyszülei Deutsch Gusztáv és Grün Paulina, anyai nagyszülei Popper Mór ügyvéd, Hajdú vármegye törvényhatósági bizottságának tagja és Obláth Vilma voltak.
Gyermekei
- John Deri (1940–2014) idegsebész
- Peter Cornelius Deri (1944) pszichológus

## Művei
- Exploring Twentieth-Century Music (tankönyv, 1968)